# الجمعية الأمريكية لمهندسي التبريد والتدفئة وتكييف الهواء
الجمعية الأمريكية لمهندسي التبريد والتدفئة وتكييف الهواء (بالإنجليزية: American Society of Heating, Refrigerating and Air-Conditioning Engineers) أو اختصارا (ASHRAE) هي جمعية دولية وتقنية للأفراد والمنظمات المهتمين بالتدفئة والتبريد وتكييف الهواء (بالإنجليزية: HVAC).
توفر الجمعية العديد من الفرص للمشاركة في تنمية المعرفة عبر البحث، والعديد من اللجان الفنية. وتجتمع هذه اللجان عادة مرتين سنويا في الاجتماع السنوي. ويقام عرض المنتجات الشعبية، ومعرض اكسبو AHR. إنضم للجمعية ما يقرب من 50,000 عضوا والتي يقع مقرها في أتلانتا، جورجيا، الولايات المتحدة الأمريكية.
الجمعية الأمريكية لمهندسي التبريد والتدفئة وتكييف الهواء

## تاريخها
تأسست الجمعية الأمريكية لمهندسي التبريد والتدفئة وتكييف الهواء عام 1894 في اجتماع مهندسين في مدينة نيويورك، وكان مقرها سابقًا في 345 شرق الشارع رقم 47، وهي تعقد اجتماعات سنوية منذ عام 1895. كانت تعرف حتى عام 1954 باسم الجمعية الأمريكية لمهندسي التدفئة والتهوية (إيه إس إتش فّي إي)، غيرت اسمها في تلك السنة ليصبح الجمعية الأمريكية لمهندسي التدفئة وتكييف الهواء (إيه إس إتش إيه إي). أتى اسمها وتنظيمها الحاليان من الدمج الذي حصل عام 1959 للجمعية الأمريكية لمهندسي التدفئة وتكييف الهواء مع الجمعية الأمريكية لمهندسي التبريد (إيه إس آر إي).
رغم وجود «أمريكية» في اسمها، فإن الجمعية الأمريكية لمهندسي التبريد والتدفئة وتكييف الهواء منظمة عالمية، تقيم مناسبات عالمية. في عام 2012 أعادت خلق هوية لنفسها بشعار جديد وعبارة: «نشكل اليوم بيئة الغد المنجزة».

## الإصدارات
كتيب الجمعية الأمريكية لمهندسي التبريد والتدفئة وتكييف الهواء (أو كتيب الآشري اختصارًا) مرجع بأربعة مجلدات لتكنولوجيا التدفئة والتهوية وتكييف الهواء والتبريد وهو متوفر بنسخ ورقية ونسخ إلكترونية. المجلدات هي الأساسيات، تطبيقات التدفئة والتهوية وتكييف الهواء، أنظمة ومعدات التدفئة والتهوية وتكييف الهواء، التبريد. وكل سنة يُحدَّث أحد المجلدات الأربعة.
تصدر الجمعية الأمريكية للتدفئة والتبريد وتكييف الهواء أيضًا مجموعة من المعايير والإرشادات المتعلقة بأنظمة التدفئة والتهوية وتكييف الهواء ومسائلها، وعادةً ما يشار إليها في مراجع قوانين البناء (كودات البناء) ويستخدمها المهندسون الاستشاريون، والمقاولون الميكانيكيون، والمعماريون، والوكالات الحكومية. تراجع هذه المعايير بشكل دوري وتنقح ويعاد نشرها.
من الأمثلة على بعض معايير الجمعية الأمريكية لمهندسي التدفئة والتبريد وتكييف الهواء:
- المعيار 34 – ترميز وسائط التبريد وتصنيفها من حيث السلامة.
- المعيار 55 – الشروط الحرارية البيئية للأماكن الآهلة بالبشر.
- المعيار 62.1 – التهوية لجودة هواء داخلي مقبولة (النسخ من عام 2001 وما قبل كانت تسمى «62»، نسخ 2004 وما بعد أصبحت «62.1»)
- المعيار 62.2 – التهوية وجودة الهواء الداخلي المقبولة في الأبنية السكنية القصيرة.
- المعيار 90.1 – معيار الطاقة للأبنية ما عدا الأبنية السكنية القصيرة – جمعية المهندسين النيّرين في أمريكا الشمالية مشاركة في رعاية هذا المعيار.
- المعيار 135 – شبكة أتمتة الأبنية والتحكم بها (بي إيه سي نِت) – بروتوكول تواصل معطيات لأتمتة الأبنية وشبكات التحكم.
- المعيار 189.1 – معيار تصميم الأبنية صديقة البيئة عالية الأداء ما عدا الأبنية السكنية القصيرة.[9]

تنشر الجمعية أيضًا مجلتين: مجلة الآشري تصدر شهريًّا، ومجلة الأبنية عالية الأداء تصدر فصليًّا (كل ربع سنة). تحتويان على مقالات عن التكنولوجيا ذات الصلة، ومعلومات عن الاجتماعات القادمة، ومواد تحريرية، ودراسات حالة للعديد من الأبنية جيدة الأداء.
تنشر الجمعية الأمريكية لمهندسي التبريد والتدفئة وتكييف الهواء أيضًا كتبًا، مداولات آشري، والدورية العالمية لأبحاث التدفئة والتهوية وتكييف الهواء والتبريد.

## التشريع
دعمت الجمعية الأمريكية لمهندسي التبريد والتدفئة وتكييف الهواء قرار نشر الفعالية الطاقية للمدارس عام 2014 (إتش. آر. 4092؛ رقم 113 الكونغرس)، وهو تشريع يتطلب من إدارة الطاقة في الولايات المتحدة الأمريكية تأسيس مركز تبادل معلومات مركزي لنشر المعلومات عن البرامج الفدرالية، ووضع الحوافز، والآليات لتمويل أجهزة وتحديثات فعالة طاقيًّا يمكن وضعها في مدارس مبنية مسبقًا.

## جوائز الجمعية
تمنح الجمعية الأمريكية لمهندسي التبريد والتدفئة وتكييف الهواء ستة أنواع من الجوائز: جوائز إنجاز لتقدير الجهود المشرفة الشخصية؛ جوائز شخصية لنشاطات اجتماعية عامة ومحددة؛ جوائز ورقية؛ جوائز الجمعية للمجموعات أو الفصول؛ جوائز الفصول والمناطق.

### زملاء الجمعية
زمالة آشري درجة عضوية مميزة تمنح من مجموعة زملاء آشري لعضو في الجمعية يمتلك إصدارات أو ابتكارات مهمة وله خلفية علمية وهندسية مميزة في مجالات التدفئة، والتبريد، وتكييف الهواء، والتهوية. درجة زمالة آشري هي أعلى درجة منتخبة في الجمعية الأمريكية لمهندسي التبريد والتدفئة وتكييف الهواء.

## وصلات خارجية
- الموقع الرسمي
- منشورات الجمعية.